# 1001° Centigrades
1001° Centigrades es el segundo álbum de estudio de la banda francesa de rock progresivo Magma. Fue publicado originalmente en 1971 bajo el título Magma 2. Una reedición de 1973 cambió el título del álbum a 1001° Centigrades, y modificó la carátula de un logo de magma sobre un fondo plateado a una ilustración en colores, con un camino curvado con un volcán en erupción en el fondo. La reedición en formato CD de 1990, utilizó el diseño de la carátula original manteniendo el segundo título. El concepto del álbum, que sigue la temática y las letras del trabajo anterior, cuenta cómo la gente de Kobaïa regresa a La Tierra para salvar el planeta. Este álbum, junto con su debut Magma (1970), está mucho más orientado al jazz fusión que los álbumes posteriores. Sería a partir de su siguiente LP, Mëkanïk Dëstruktïẁ Kömmandöh (1973), cuando la banda comenzaría a desarrollar su estilo zeuhl con plenitud.

## Lista de canciones
| Cara A |                   |                  |          |  |
| N.º    | Título            | Música           | Duración |  |
| 1.     | «Rïah Sahïltaahk» | Christian Vander | 21:45    |  |

| Cara B |                     |                |          |  |
| N.º    | Título              | Música         | Duración |  |
| 1.     | «"Iss" Lanseï Doïa» | Teddy Lasry    | 11:46    |  |
| 2.     | «Ki Ïahl Ö Lïahk»   | François Cahen | 8:23     |  |

## Créditos
- Klaus Blasquiz: voz, percusión.
- Teddy Lasry: clarinete, saxofón, flauta, voz.
- Yochk'o "Jeff" Seffer: saxofón, clarinete.
- Louis Toesca: trompeta.
- Louis Sarkissian: saxofón.
- Ronald Hulda: percusión.
- François Cahen: piano acústico y eléctrico.
- Francis Moze: bajo.
- Christian Vander: voz, batería, percusión.